# Odontomachus cephalotes
Odontomachus cephalotes är en myrart som beskrevs av Smith 1863. Odontomachus cephalotes ingår i släktet Odontomachus och familjen myror. Inga underarter finns listade i Catalogue of Life.

## Bildgalleri

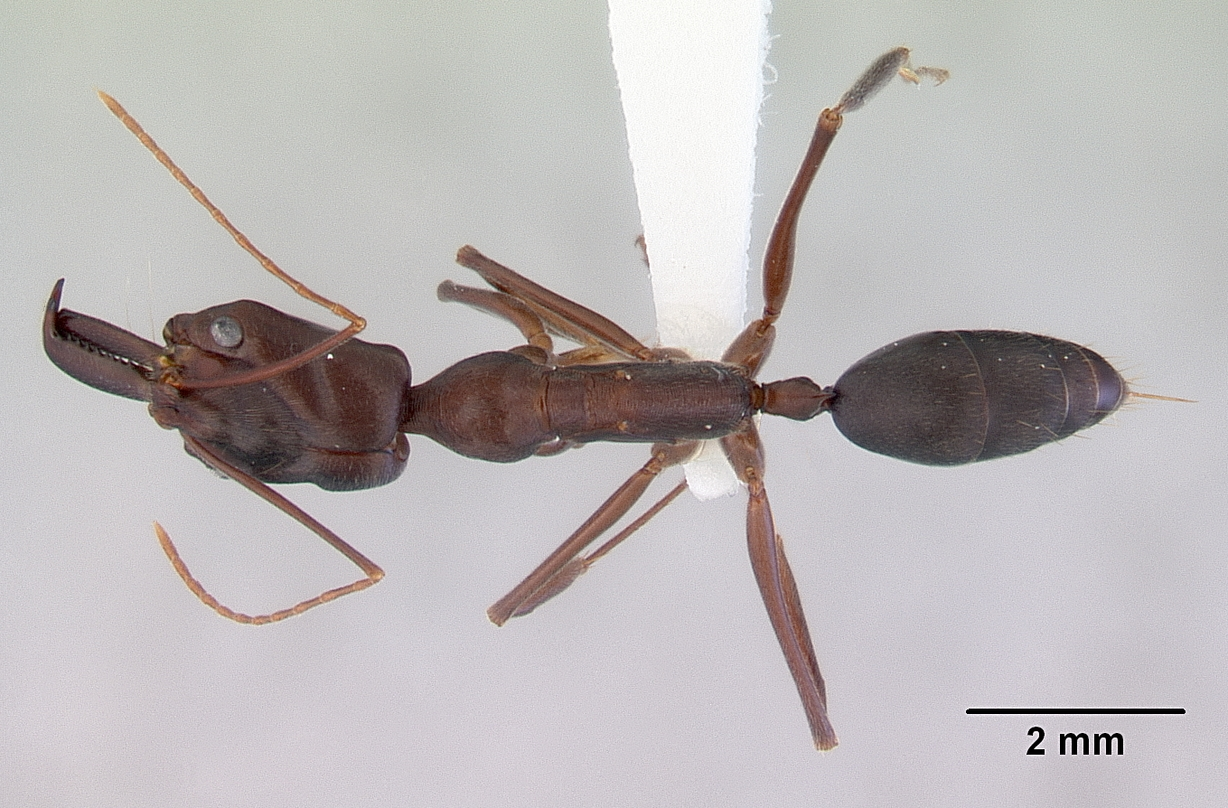
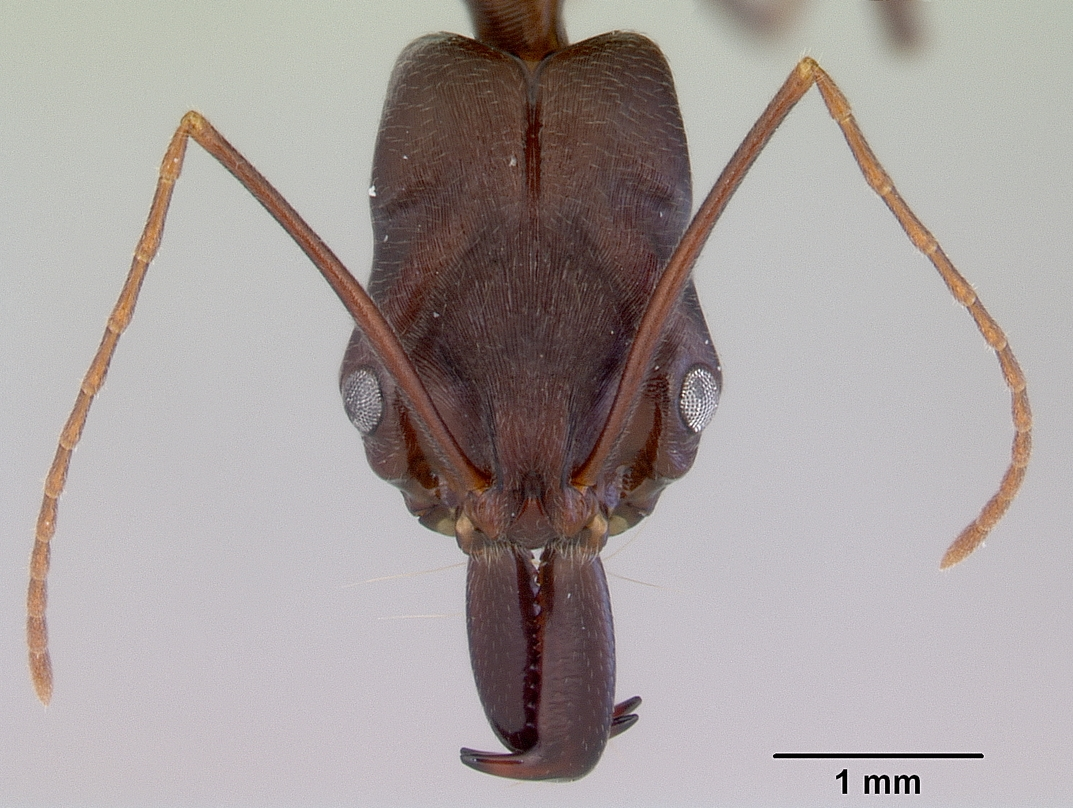
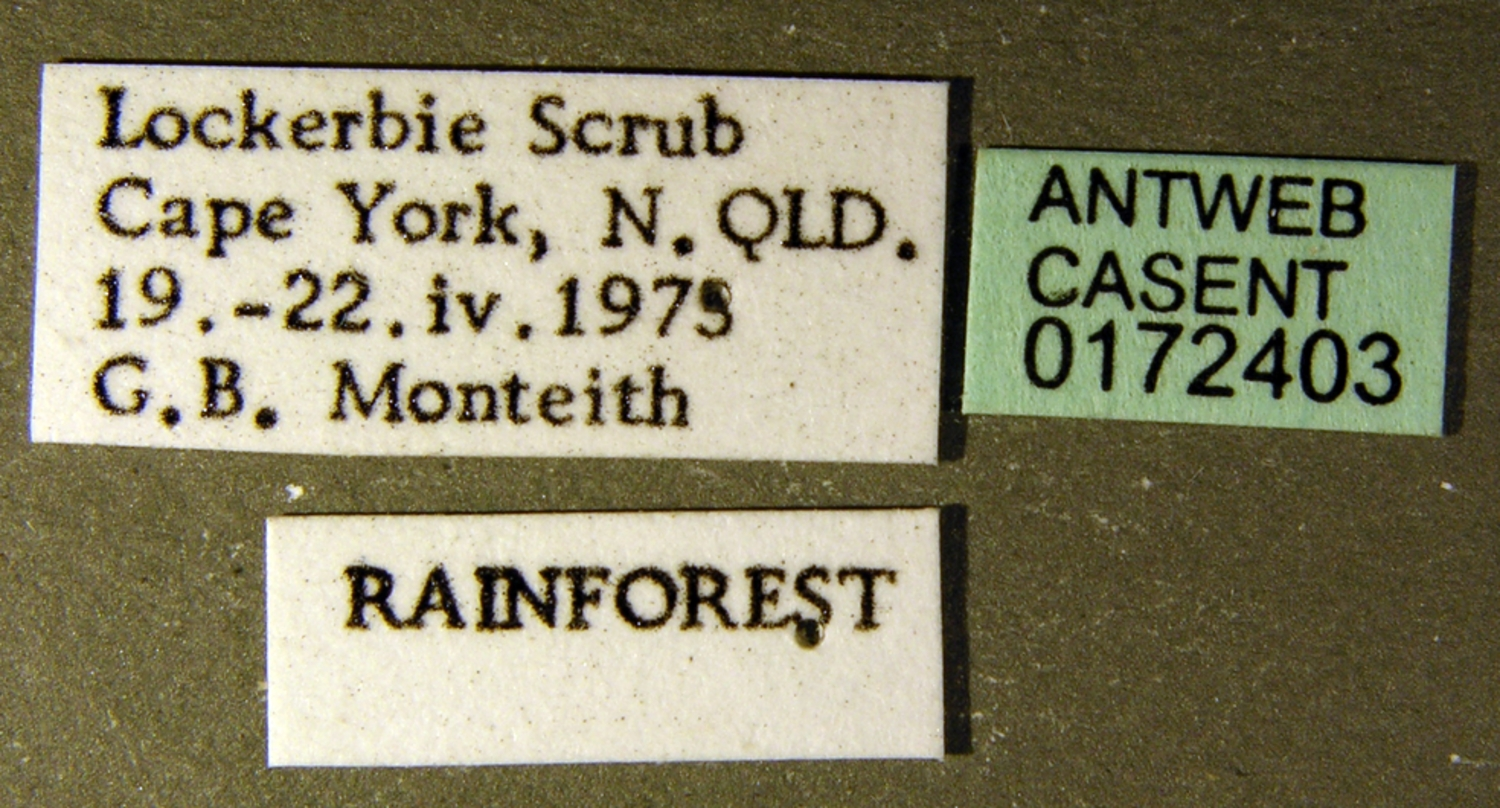
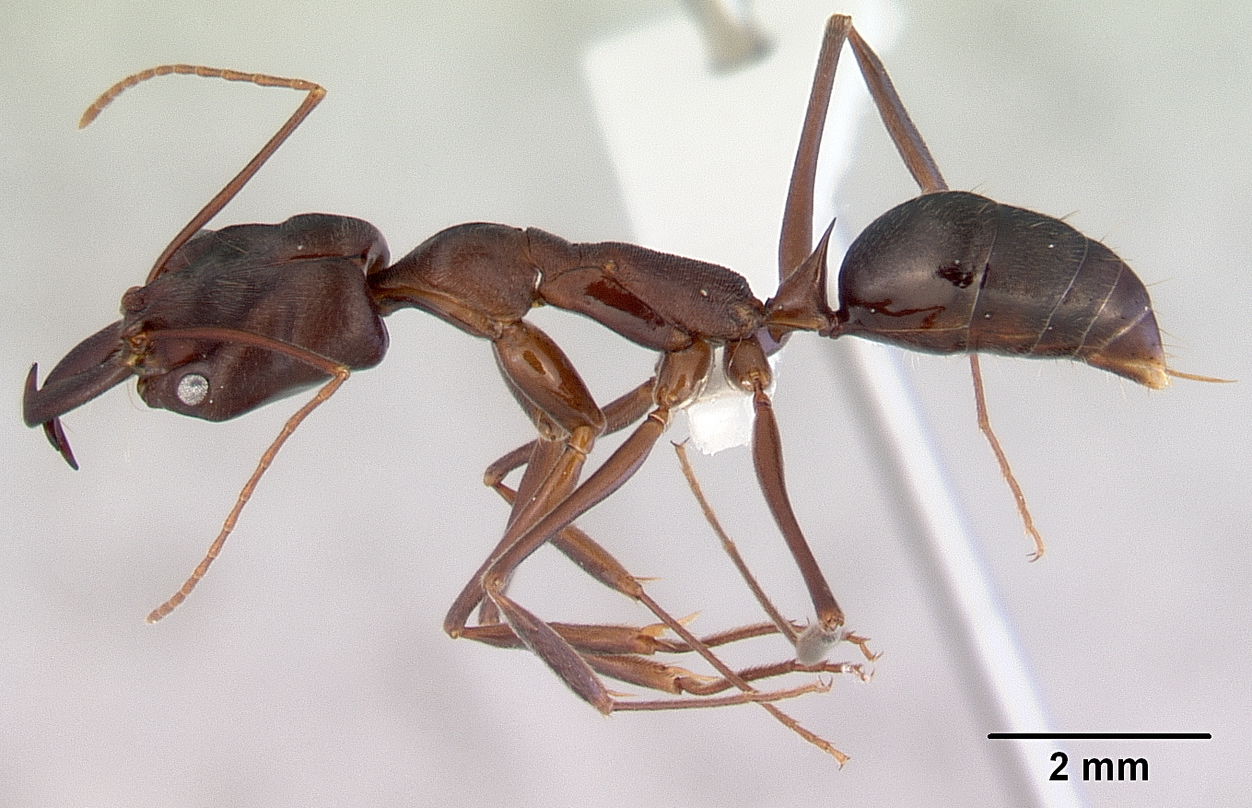